# Xi Zhongxun
Xi Zhongxun (kinesiska: 习仲勋, pinyin: Xí Zhòngxūn), född 15 oktober 1913 i Fuping, Shaanxi, död 24 maj 2002 i Peking, var en kinesisk kommunistisk politiker och tidigare statsråd i Folkrepubliken Kina. Han räknas till den första generationen ledare i Kina efter 1949. Han är far till den ledande kinesiske politikern Xi Jinping.
Xi gick med i kommunistpartiets ungdomsförbund i maj 1926 och i Kinas kommunistiska parti 1928. Under det andra kinesisk-japanska kriget och det kinesiska inbördeskriget var han politisk kommissarie i kommunisternas väpnade styrkor.
Efter Folkrepubliken Kinas grundande var han initialt förste sekreterare i KKP:s Centrala Byrå för region nordväst, och som sådan baserad i sin hemprovins Shaanxi. Härifrån flyttade han till Peking där han mellan september 1952 och juli 1954 var chef för KKP:s Centrala Propagandadepartement. I september 1953 utnämndes han till generalsekreterare för statsrådet, en post han behöll under de påföljande tio åren. Den 28 april 1959 utnämndes han även till vice premiärminister: han rankades i officiella sammanhang sist bland Kinas vid denna tid totalt sexton vice premiärministrar. År 1962 föll han i onåd hos Kinas ledare Mao Zedong och den åttonde centralkommitténs tionde plenarsession avskedade honom för att han bland annat intagit en försonlig hållning mot Panchen Lamas kritik av partiets politik i Tibet. 
Under Kulturrevolutionen förlorade Xi alla sina politiska positioner och sändes i inre exil i Henan-provinsen. Mellan 1979 och 1981 var han guvernör över Guangdong-provinsen.